# 소니 터프츠

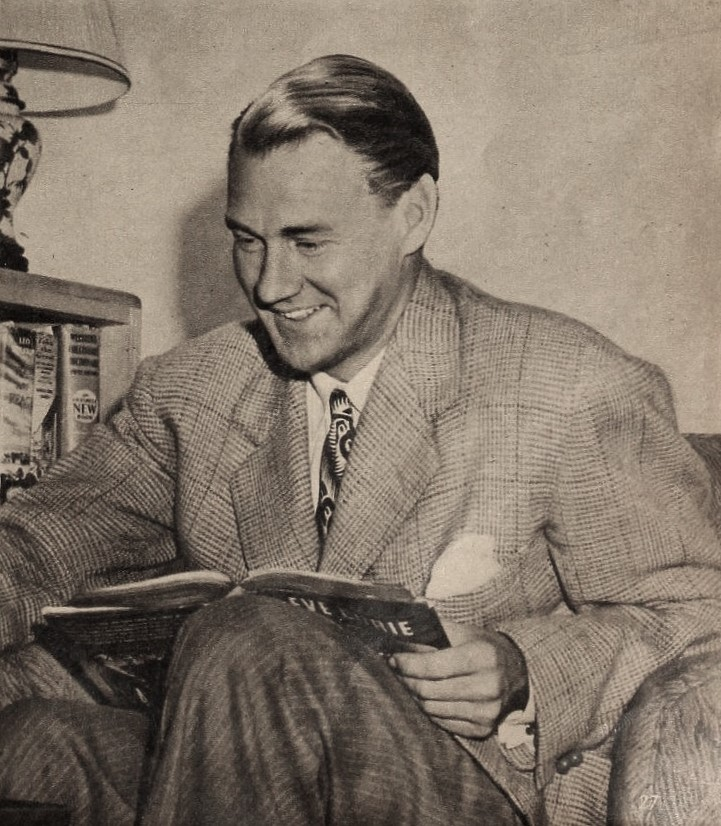

소니 터프츠(Sonny Tufts, 1911년 7월 16일 ~ 1970년 6월 4일)는 미국의 오페라 가수, 연극 배우, 텔레비전 배우, 음악가, 영화배우이다.
보스턴에서 태어났으며 샌타모니카에서 사망하였다. 사인은 폐렴이다.  매사추세츠주에 매장되었다.

## 영화
- 7년만의 외출 (1955년)
- 런 포 더 힐스 (1953년)
- 이지 리빙 (1949년)
- 버라이어티 걸 (1947년)
- 황혼의 결투 (1946년)
- 스웰 가이 (1946년)
- 히어 컴 더 웨이브스 (1944년)